# دیوید هی
دیوید هی (به انگلیسی: David Hay) (زاده ۲۹ ژانویه ۱۹۴۸ - پیسلی) بازیکن سابق فوتبال اهل اسکاتلند است. وی سابقه عضویت در باشگاه سلتیک و چلسی را دارد.